# Pro Football Hall of Fame

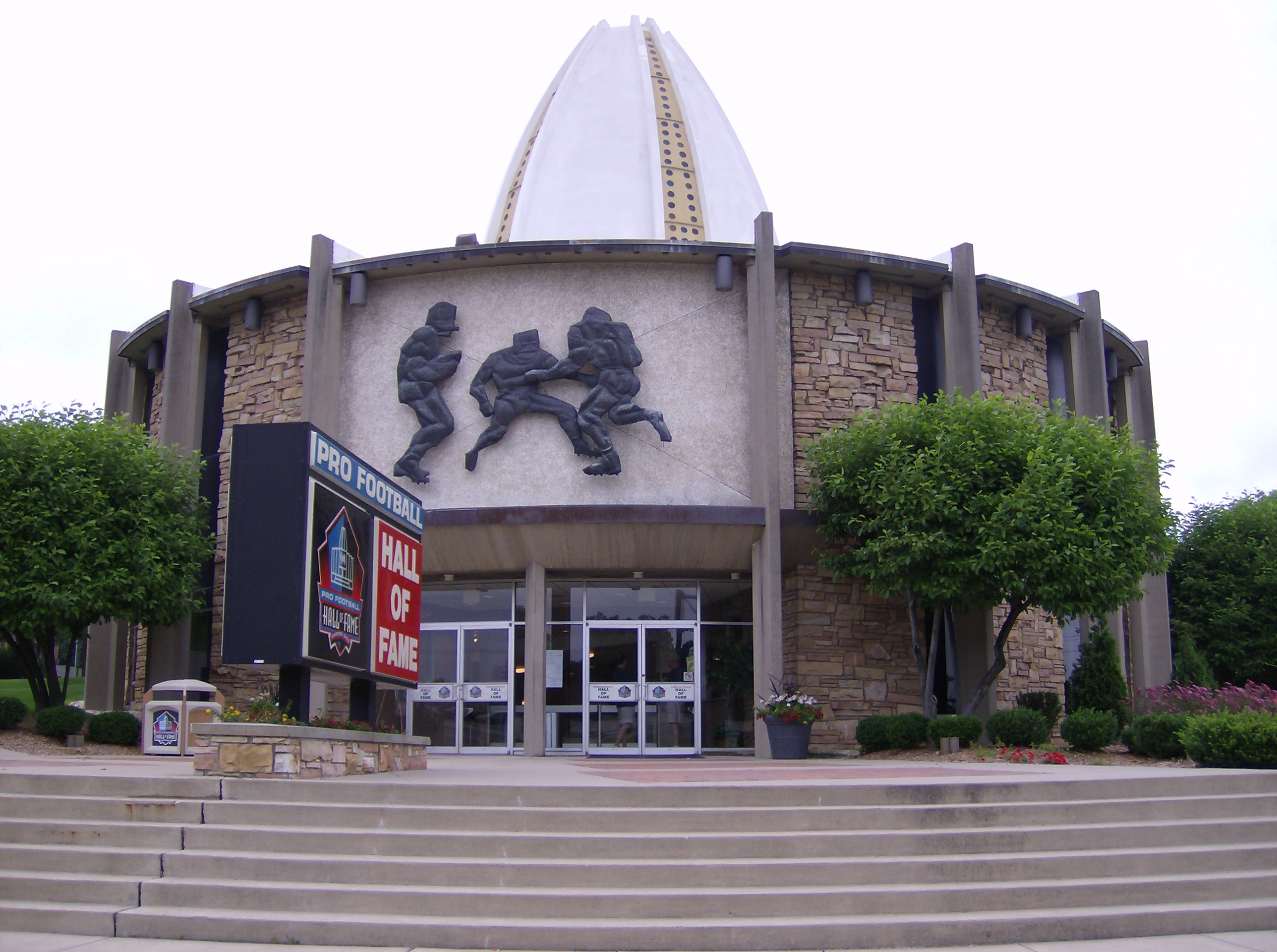
Pro Football Hall of Fame

Pro Football Hall of Fame – galeria sławy futbolu amerykańskiego znajdująca się w Canton w stanie Ohio. Powołana w 1963 roku ma za zadanie uhonorowanie najwybitniejszych graczy, trenerów i innych osób związanych z futbolem amerykańskim.
Łącznie z nominowanymi w 2009 roku Pro Football Hall of Fame uhonorowała 253 osoby. Kandydaci wybierani są przez 44-osobową komisję, która spotyka się w przeddzień Super Bowl. Obecne przepisy przewidują, że komisja wybiera rocznie od czterech do siedmiu osób. Warunkiem jest, że kandydat nie grał lub trenował przez co najmniej pięć sezonów przed nominacją. Aby zostać uhonorowanym, trzeba uzyskać co najmniej 80% głosów komisji.